# EN 50174
Die Normenreihe EN 50174 Informationstechnik - Anwendungsneutrale Kommunikationskabelanlagen legt in drei Teilen Anforderungen an die Spezifikationsphase, die Planungsphase, die Realisierungsphase sowie die Betriebsphase von informationstechnischen Verkabelungen fest. Es werden hierbei sowohl anwendungsneutrale Kommunikationskabelanlagen der Reihe DIN EN 50173 wie auch anwendungsspezifische Kommunikationskabelanlagen nach der Reihe DIN EN 50098 berücksichtigt.

## Zusammensetzung der Teile
Die drei Teile, Beiblätter und Änderungen der DIN EN 50174 setzen sich wie folgt zusammen:
| Dokumentnummer                                                                      | Titel vom Teil                                                      | ersetzt                                       | veröffentlicht |
| ----------------------------------------------------------------------------------- | ------------------------------------------------------------------- | --------------------------------------------- | -------------- |
| DIN EN 50174-1 VDE 0800-174-1                                                       | Teil 1: Installationsspezifikation und Qualitätssicherung           | DIN EN 50174-1:2015-02;VDE 0800-174-1:2015-02 | 2018-10        |
| DIN EN 50174-1/A1; VDE 0800-174-1/A1                                                | Teil 1, Änderung 1 - Entwurf                                        | -                                             | 2020-04        |
| DIN EN 50174-2; VDE0800-174-2                                                       | Teil 2: Installationsplanung und Installationspraktiken in Gebäuden | DIN EN 50174-2:2015-02;VDE 0800-174-2:2015-02 | 2018-10        |
| DIN EN 50174-2 Berichtigung 1;VDE 0800-174-2 Berichtigung 1                         | Teil 2, Berichtigung 1                                              | -                                             | 2018-10        |
| DIN EN 50174-2 Beiblatt 1;VDE 0800-174-2 Beiblatt 1                                 | Teil 2, Beiblatt 1: Fernspeisung                                    | -                                             | 2015-09        |
| DIN EN 50174-2 Beiblatt 1, Berichtigung 1;VDE 0800-174-2 Beiblatt 1, Berichtigung 1 | Teil 2, Beiblatt 1, Berichtigung 1                                  | -                                             | 2016-07        |
| DIN EN 50174-3; VDE 0800-174-3                                                      | Teil 3: Installationsplanung und Installationspraktiken im Freien   | DIN EN 50174-3:2014-05;VDE 0800-174-3:2014-05 | 2017-11        |

## Gegenstand von der Norm
Die Norm definiert vier Phasen, die zu einer erfolgreichen Einrichtung von informationstechnischer Verkabelung führen:
1. Entwurf,
2. Spezifikation,
3. Installation,
4. Betrieb.

Auf eine Bedarfsplanung, wie sie in der DIN 18205 beschrieben wird, geht die Norm nicht explizit ein. Bei der Beschreibung von den notwendigen Prozessen in der Entwurfsphase werden die Grundgedanken der Bedarfsplanung aber aufgegriffen.

### Teil 1
Im Teil 1 der Normenreihe werden die Installationsspezifikationen und Verfahren zur Qualitätssicherung beschrieben. Die Spezifikation im Sinne dieser Norm definiert das Leistungsvermögen der Verkabelung. Dieses kann entweder anhand der in EN 50173-1 festgelegten Übertragungsstreckenklassen festgelegt werden oder durch Verwendung der sogenannten Beispielausführung. Bei der zweiten Option werden die Mindestanforderungen an die zu verwendenden Komponenten, also den Kabeln und Steckverbindungen, passend zu den Bedarfsanforderungen, festgelegt. Dazu gehört auch eine textliche Vorgabe zu der Art und des Umfangs der Leistungen, die der Errichter schuldet (Leistungsverzeichnis). Die EN 50174-1 gibt dem Planer eine Art Checkliste mit Festlegungen zur Installationsspezifikation und Qualitätssicherung an die Hand. Demnach ist vor Beginn der Installationsarbeiten ein Qualitätsplan zu erstellen, der zwischen Auftraggeber und Auftragnehmer (Errichter) zu vereinbaren ist. Im Qualitätsplan muss detailliert beschrieben werden, zu welchem Zeitpunkt Messungen an der installierten Verkabelung durchzuführen sind, mit welchen Messgeräten und Messmethoden, in welchem Umfang diese vorgenommen werden sollen sowie wie die Messungen zu dokumentieren sind. Durch die so erzielte Vermeidung von systematischen Installationsfehlern kann für beide Vertragsparteien die Sicherheit erhöht werden.

### Teil 2 & 3
Der Teil 2 und 3 richten sich an Personen, die in der Spezifikationsphase in die Planung und in der Installationsphase in die Montage eingebunden sind. Hierbei sind die EN 50174—2 innerhalb und die EN 50174—3 außerhalb von Gebäuden anzuwenden.
Die Norm listet folgende Personen, für welche das Dokument von Bedeutung ist, auf:
- Architekten, Gebäudeplaner und -errichter (Bauträger);
- Generalunternehmer;
- Entwickler, Lieferanten, Installateure, Prüfer (Auditoren), Instandhaltungspersonal und Eigentümer informationstechnischer Verkabelung;
- Anbieter öffentlicher Netzwerke und lokaler Dienste;
- Endanwender.[8]